# Bromus andringitrensis
Bromus andringitrensis är en gräsart som beskrevs av Aimée Antoinette Camus. Bromus andringitrensis ingår i släktet lostor, och familjen gräs. Inga underarter finns listade i Catalogue of Life.